# هیلند پارک، فلوریدا
1. مورد فهرست شماره‌ای

هیلند پارک (به انگلیسی: Hiland Park) یک منطقهٔ مسکونی در ایالات متحده آمریکا است که در شهرستان بی، فلوریدا واقع شده‌است. هیلند پارک ۲٫۹ کیلومتر مربع مساحت و ۹۹۹ نفر جمعیت دارد و ۱۱ متر بالاتر از سطح دریا قرار دارد.